# 林國誠
林國誠（英語：Bruce Lam，1967年10月1日—），香港資訊科技界人士。

## 簡歷
林國誠於2011年加入香港電訊HKT任CSL Mobile Limited 市場營銷總裁，負責制定無線業務的營銷策略、服務計劃、銷售和市場銷售管理等。
於2016年至2019期間，他更兼任香港電訊The Club 行政總裁，與數百個商戶合作一同籌辦宣傳計畫，並於2019年委任為個人流動通訊業務董事總經理。
在加入香港電訊之前，林先生在電訊行業擁有超過20年的經驗，他是手機品牌諾基亞港澳地區的總經理， 專責該品牌銷售和市場營銷、業務開發、通訊、客戶服務、關係管理及零售策略等。
他同時擔任香港通訊業聯會移動網絡服務及供應商小組之總裁及香港管理專業協會銷售管理委員會委員一職。他同時為“東週刊”及“頭條日報”之專欄作家。
- 1983年移民多倫多
- 1988年加拿大溫莎大學經濟學學士畢業
- 1994年加入諾基亞(香港)任物流文員
- 1996年負責亞太區訂貨物流工作
- 1997年中國區銷售經理
- 2003年香港及澳門區市場營運總經理
- 2010年底，參與香港電台真人實境秀電視節目《窮富翁大作戰》
- 2012年加入香港電訊(PCCW-HKT)，任職無線業務市場營銷總裁
- 2013年，被邀請為頭條日報專欄「五里山」主編。[1]
- 2017年，擔任香港電訊旗下的會員獎賞計劃The Club的行政總裁[2]
- 2019年，獲委任為CSL Mobile個人流動通訊業務董事總經理

## 其他
林國誠篤信密宗，對佛學、密宗術數很有研究，更曾造訪康藏等不同藏傳佛教聖地。

## 外部連結
- Bruce Lam Fans Club的Facebook專頁
- 林國誠的Facebook專頁
- 香港電訊 | 董事會及管理層 | 林國誠 （页面存档备份，存于）
- 上位魔法師　 Nokia林國誠 （页面存档备份，存于）
- 林國誠的領英專頁
- 林國誠的報章專欄及網誌：五里山